# Firmicutes
Firmicutes (tiếng Latinh: firmus, mạnh, và cutis, da, chỉ màng tế bào) là một ngành vi khuẩn, đa số có cấu trúc màng tế bào Gram dương. Tuy nhiên, một số, như Megasphaera, Pectinatus, Selenomonas và Zymophilus, là gram âm. Các nhà khoa học từng xem Firmicutes như một nhóm bao gồm toàn bộ các vi khuẩn gram dương.

## Cây phát sinh
|  | Thermanaeromonas toyohensis                                                                                 |
|  | |
|  | \| \| Dictyoglomus \| \| \| \| \| \| Thermoanaerobacterales Unnamed clade I (incl. Fervidicola) \| \| \| \| |
|  | |
|  | Dictyoglomus                                                                                                |
|  | |
|  | Thermoanaerobacterales Unnamed clade I (incl. Fervidicola)                                                  |
|  | |

|  | Dictyoglomus                                               |
|  |                                                            |
|  | Thermoanaerobacterales Unnamed clade I (incl. Fervidicola) |
|  |                                                            |

|  | Thermanaeromonas toyohensis                                                                                 |
|  | |
|  | \| \| Dictyoglomus \| \| \| \| \| \| Thermoanaerobacterales Unnamed clade I (incl. Fervidicola) \| \| \| \| |
|  | |
|  | Dictyoglomus                                                                                                |
|  | |
|  | Thermoanaerobacterales Unnamed clade I (incl. Fervidicola)                                                  |
|  | |

|  | Dictyoglomus                                               |
|  |                                                            |
|  | Thermoanaerobacterales Unnamed clade I (incl. Fervidicola) |
|  |                                                            |

|  | Thermanaeromonas toyohensis                                                                                 |
|  | |
|  | \| \| Dictyoglomus \| \| \| \| \| \| Thermoanaerobacterales Unnamed clade I (incl. Fervidicola) \| \| \| \| |
|  | |
|  | Dictyoglomus                                                                                                |
|  | |
|  | Thermoanaerobacterales Unnamed clade I (incl. Fervidicola)                                                  |
|  | |

|  | Dictyoglomus                                               |
|  |                                                            |
|  | Thermoanaerobacterales Unnamed clade I (incl. Fervidicola) |
|  |                                                            |

|  | Thermanaeromonas toyohensis                                                                                 |
|  | |
|  | \| \| Dictyoglomus \| \| \| \| \| \| Thermoanaerobacterales Unnamed clade I (incl. Fervidicola) \| \| \| \| |
|  | |
|  | Dictyoglomus                                                                                                |
|  | |
|  | Thermoanaerobacterales Unnamed clade I (incl. Fervidicola)                                                  |
|  | |

|  | Dictyoglomus                                               |
|  |                                                            |
|  | Thermoanaerobacterales Unnamed clade I (incl. Fervidicola) |
|  |                                                            |

|  | Gelria glutamica                                                                            |
|  |                                                                                             |
|  | \| \| Clostridiales Family XVIII Incertae Sedis \| \| \| \| \| \| Sulfobacillus \| \| \| \| |
|  |                                                                                             |
|  | Clostridiales Family XVIII Incertae Sedis                                                   |
|  |                                                                                             |
|  | Sulfobacillus                                                                               |
|  |                                                                                             |

|  | Clostridiales Family XVIII Incertae Sedis |
|  |                                           |
|  | Sulfobacillus                             |
|  |                                           |

|  | Clostridia s.s. (incl. Thermolithobacter, Negativicutes & Thermoanaerobacterales Unnamed clade III) |
|  | |
|  | Bacilli (incl. Erysipelotrichia & Mollicutes)                                                       |
|  | |

|  | Gelria glutamica                                                                            |
|  |                                                                                             |
|  | \| \| Clostridiales Family XVIII Incertae Sedis \| \| \| \| \| \| Sulfobacillus \| \| \| \| |
|  |                                                                                             |
|  | Clostridiales Family XVIII Incertae Sedis                                                   |
|  |                                                                                             |
|  | Sulfobacillus                                                                               |
|  |                                                                                             |

|  | Clostridiales Family XVIII Incertae Sedis |
|  |                                           |
|  | Sulfobacillus                             |
|  |                                           |

|  | Clostridia s.s. (incl. Thermolithobacter, Negativicutes & Thermoanaerobacterales Unnamed clade III) |
|  | |
|  | Bacilli (incl. Erysipelotrichia & Mollicutes)                                                       |
|  | |

|  | Gelria glutamica                                                                            |
|  |                                                                                             |
|  | \| \| Clostridiales Family XVIII Incertae Sedis \| \| \| \| \| \| Sulfobacillus \| \| \| \| |
|  |                                                                                             |
|  | Clostridiales Family XVIII Incertae Sedis                                                   |
|  |                                                                                             |
|  | Sulfobacillus                                                                               |
|  |                                                                                             |

|  | Clostridiales Family XVIII Incertae Sedis |
|  |                                           |
|  | Sulfobacillus                             |
|  |                                           |

|  | Clostridia s.s. (incl. Thermolithobacter, Negativicutes & Thermoanaerobacterales Unnamed clade III) |
|  | |
|  | Bacilli (incl. Erysipelotrichia & Mollicutes)                                                       |
|  | |

|  | Gelria glutamica                                                                            |
|  |                                                                                             |
|  | \| \| Clostridiales Family XVIII Incertae Sedis \| \| \| \| \| \| Sulfobacillus \| \| \| \| |
|  |                                                                                             |
|  | Clostridiales Family XVIII Incertae Sedis                                                   |
|  |                                                                                             |
|  | Sulfobacillus                                                                               |
|  |                                                                                             |

|  | Clostridiales Family XVIII Incertae Sedis |
|  |                                           |
|  | Sulfobacillus                             |
|  |                                           |

|  | Clostridia s.s. (incl. Thermolithobacter, Negativicutes & Thermoanaerobacterales Unnamed clade III) |
|  | |
|  | Bacilli (incl. Erysipelotrichia & Mollicutes)                                                       |
|  | |

|  | Thermanaeromonas toyohensis                                                                                 |
|  | |
|  | \| \| Dictyoglomus \| \| \| \| \| \| Thermoanaerobacterales Unnamed clade I (incl. Fervidicola) \| \| \| \| |
|  | |
|  | Dictyoglomus                                                                                                |
|  | |
|  | Thermoanaerobacterales Unnamed clade I (incl. Fervidicola)                                                  |
|  | |

|  | Dictyoglomus                                               |
|  |                                                            |
|  | Thermoanaerobacterales Unnamed clade I (incl. Fervidicola) |
|  |                                                            |

|  | Thermanaeromonas toyohensis                                                                                 |
|  | |
|  | \| \| Dictyoglomus \| \| \| \| \| \| Thermoanaerobacterales Unnamed clade I (incl. Fervidicola) \| \| \| \| |
|  | |
|  | Dictyoglomus                                                                                                |
|  | |
|  | Thermoanaerobacterales Unnamed clade I (incl. Fervidicola)                                                  |
|  | |

|  | Dictyoglomus                                               |
|  |                                                            |
|  | Thermoanaerobacterales Unnamed clade I (incl. Fervidicola) |
|  |                                                            |

|  | Thermanaeromonas toyohensis                                                                                 |
|  | |
|  | \| \| Dictyoglomus \| \| \| \| \| \| Thermoanaerobacterales Unnamed clade I (incl. Fervidicola) \| \| \| \| |
|  | |
|  | Dictyoglomus                                                                                                |
|  | |
|  | Thermoanaerobacterales Unnamed clade I (incl. Fervidicola)                                                  |
|  | |

|  | Dictyoglomus                                               |
|  |                                                            |
|  | Thermoanaerobacterales Unnamed clade I (incl. Fervidicola) |
|  |                                                            |

|  | Thermanaeromonas toyohensis                                                                                 |
|  | |
|  | \| \| Dictyoglomus \| \| \| \| \| \| Thermoanaerobacterales Unnamed clade I (incl. Fervidicola) \| \| \| \| |
|  | |
|  | Dictyoglomus                                                                                                |
|  | |
|  | Thermoanaerobacterales Unnamed clade I (incl. Fervidicola)                                                  |
|  | |

|  | Dictyoglomus                                               |
|  |                                                            |
|  | Thermoanaerobacterales Unnamed clade I (incl. Fervidicola) |
|  |                                                            |

|  | Gelria glutamica                                                                            |
|  |                                                                                             |
|  | \| \| Clostridiales Family XVIII Incertae Sedis \| \| \| \| \| \| Sulfobacillus \| \| \| \| |
|  |                                                                                             |
|  | Clostridiales Family XVIII Incertae Sedis                                                   |
|  |                                                                                             |
|  | Sulfobacillus                                                                               |
|  |                                                                                             |

|  | Clostridiales Family XVIII Incertae Sedis |
|  |                                           |
|  | Sulfobacillus                             |
|  |                                           |

|  | Clostridia s.s. (incl. Thermolithobacter, Negativicutes & Thermoanaerobacterales Unnamed clade III) |
|  | |
|  | Bacilli (incl. Erysipelotrichia & Mollicutes)                                                       |
|  | |

|  | Gelria glutamica                                                                            |
|  |                                                                                             |
|  | \| \| Clostridiales Family XVIII Incertae Sedis \| \| \| \| \| \| Sulfobacillus \| \| \| \| |
|  |                                                                                             |
|  | Clostridiales Family XVIII Incertae Sedis                                                   |
|  |                                                                                             |
|  | Sulfobacillus                                                                               |
|  |                                                                                             |

|  | Clostridiales Family XVIII Incertae Sedis |
|  |                                           |
|  | Sulfobacillus                             |
|  |                                           |

|  | Clostridia s.s. (incl. Thermolithobacter, Negativicutes & Thermoanaerobacterales Unnamed clade III) |
|  | |
|  | Bacilli (incl. Erysipelotrichia & Mollicutes)                                                       |
|  | |

|  | Gelria glutamica                                                                            |
|  |                                                                                             |
|  | \| \| Clostridiales Family XVIII Incertae Sedis \| \| \| \| \| \| Sulfobacillus \| \| \| \| |
|  |                                                                                             |
|  | Clostridiales Family XVIII Incertae Sedis                                                   |
|  |                                                                                             |
|  | Sulfobacillus                                                                               |
|  |                                                                                             |

|  | Clostridiales Family XVIII Incertae Sedis |
|  |                                           |
|  | Sulfobacillus                             |
|  |                                           |

|  | Clostridia s.s. (incl. Thermolithobacter, Negativicutes & Thermoanaerobacterales Unnamed clade III) |
|  | |
|  | Bacilli (incl. Erysipelotrichia & Mollicutes)                                                       |
|  | |

|  | Gelria glutamica                                                                            |
|  |                                                                                             |
|  | \| \| Clostridiales Family XVIII Incertae Sedis \| \| \| \| \| \| Sulfobacillus \| \| \| \| |
|  |                                                                                             |
|  | Clostridiales Family XVIII Incertae Sedis                                                   |
|  |                                                                                             |
|  | Sulfobacillus                                                                               |
|  |                                                                                             |

|  | Clostridiales Family XVIII Incertae Sedis |
|  |                                           |
|  | Sulfobacillus                             |
|  |                                           |

|  | Clostridia s.s. (incl. Thermolithobacter, Negativicutes & Thermoanaerobacterales Unnamed clade III) |
|  | |
|  | Bacilli (incl. Erysipelotrichia & Mollicutes)                                                       |
|  | |

|  | Thermanaeromonas toyohensis                                                                                 |
|  | |
|  | \| \| Dictyoglomus \| \| \| \| \| \| Thermoanaerobacterales Unnamed clade I (incl. Fervidicola) \| \| \| \| |
|  | |
|  | Dictyoglomus                                                                                                |
|  | |
|  | Thermoanaerobacterales Unnamed clade I (incl. Fervidicola)                                                  |
|  | |

|  | Dictyoglomus                                               |
|  |                                                            |
|  | Thermoanaerobacterales Unnamed clade I (incl. Fervidicola) |
|  |                                                            |

|  | Thermanaeromonas toyohensis                                                                                 |
|  | |
|  | \| \| Dictyoglomus \| \| \| \| \| \| Thermoanaerobacterales Unnamed clade I (incl. Fervidicola) \| \| \| \| |
|  | |
|  | Dictyoglomus                                                                                                |
|  | |
|  | Thermoanaerobacterales Unnamed clade I (incl. Fervidicola)                                                  |
|  | |

|  | Dictyoglomus                                               |
|  |                                                            |
|  | Thermoanaerobacterales Unnamed clade I (incl. Fervidicola) |
|  |                                                            |

|  | Thermanaeromonas toyohensis                                                                                 |
|  | |
|  | \| \| Dictyoglomus \| \| \| \| \| \| Thermoanaerobacterales Unnamed clade I (incl. Fervidicola) \| \| \| \| |
|  | |
|  | Dictyoglomus                                                                                                |
|  | |
|  | Thermoanaerobacterales Unnamed clade I (incl. Fervidicola)                                                  |
|  | |

|  | Dictyoglomus                                               |
|  |                                                            |
|  | Thermoanaerobacterales Unnamed clade I (incl. Fervidicola) |
|  |                                                            |

|  | Thermanaeromonas toyohensis                                                                                 |
|  | |
|  | \| \| Dictyoglomus \| \| \| \| \| \| Thermoanaerobacterales Unnamed clade I (incl. Fervidicola) \| \| \| \| |
|  | |
|  | Dictyoglomus                                                                                                |
|  | |
|  | Thermoanaerobacterales Unnamed clade I (incl. Fervidicola)                                                  |
|  | |

|  | Dictyoglomus                                               |
|  |                                                            |
|  | Thermoanaerobacterales Unnamed clade I (incl. Fervidicola) |
|  |                                                            |

|  | Gelria glutamica                                                                            |
|  |                                                                                             |
|  | \| \| Clostridiales Family XVIII Incertae Sedis \| \| \| \| \| \| Sulfobacillus \| \| \| \| |
|  |                                                                                             |
|  | Clostridiales Family XVIII Incertae Sedis                                                   |
|  |                                                                                             |
|  | Sulfobacillus                                                                               |
|  |                                                                                             |

|  | Clostridiales Family XVIII Incertae Sedis |
|  |                                           |
|  | Sulfobacillus                             |
|  |                                           |

|  | Clostridia s.s. (incl. Thermolithobacter, Negativicutes & Thermoanaerobacterales Unnamed clade III) |
|  | |
|  | Bacilli (incl. Erysipelotrichia & Mollicutes)                                                       |
|  | |

|  | Gelria glutamica                                                                            |
|  |                                                                                             |
|  | \| \| Clostridiales Family XVIII Incertae Sedis \| \| \| \| \| \| Sulfobacillus \| \| \| \| |
|  |                                                                                             |
|  | Clostridiales Family XVIII Incertae Sedis                                                   |
|  |                                                                                             |
|  | Sulfobacillus                                                                               |
|  |                                                                                             |

|  | Clostridiales Family XVIII Incertae Sedis |
|  |                                           |
|  | Sulfobacillus                             |
|  |                                           |

|  | Clostridia s.s. (incl. Thermolithobacter, Negativicutes & Thermoanaerobacterales Unnamed clade III) |
|  | |
|  | Bacilli (incl. Erysipelotrichia & Mollicutes)                                                       |
|  | |

|  | Gelria glutamica                                                                            |
|  |                                                                                             |
|  | \| \| Clostridiales Family XVIII Incertae Sedis \| \| \| \| \| \| Sulfobacillus \| \| \| \| |
|  |                                                                                             |
|  | Clostridiales Family XVIII Incertae Sedis                                                   |
|  |                                                                                             |
|  | Sulfobacillus                                                                               |
|  |                                                                                             |

|  | Clostridiales Family XVIII Incertae Sedis |
|  |                                           |
|  | Sulfobacillus                             |
|  |                                           |

|  | Clostridia s.s. (incl. Thermolithobacter, Negativicutes & Thermoanaerobacterales Unnamed clade III) |
|  | |
|  | Bacilli (incl. Erysipelotrichia & Mollicutes)                                                       |
|  | |

|  | Gelria glutamica                                                                            |
|  |                                                                                             |
|  | \| \| Clostridiales Family XVIII Incertae Sedis \| \| \| \| \| \| Sulfobacillus \| \| \| \| |
|  |                                                                                             |
|  | Clostridiales Family XVIII Incertae Sedis                                                   |
|  |                                                                                             |
|  | Sulfobacillus                                                                               |
|  |                                                                                             |

|  | Clostridiales Family XVIII Incertae Sedis |
|  |                                           |
|  | Sulfobacillus                             |
|  |                                           |

|  | Clostridia s.s. (incl. Thermolithobacter, Negativicutes & Thermoanaerobacterales Unnamed clade III) |
|  | |
|  | Bacilli (incl. Erysipelotrichia & Mollicutes)                                                       |
|  | |

|  | Thermanaeromonas toyohensis                                                                                 |
|  | |
|  | \| \| Dictyoglomus \| \| \| \| \| \| Thermoanaerobacterales Unnamed clade I (incl. Fervidicola) \| \| \| \| |
|  | |
|  | Dictyoglomus                                                                                                |
|  | |
|  | Thermoanaerobacterales Unnamed clade I (incl. Fervidicola)                                                  |
|  | |

|  | Dictyoglomus                                               |
|  |                                                            |
|  | Thermoanaerobacterales Unnamed clade I (incl. Fervidicola) |
|  |                                                            |

|  | Thermanaeromonas toyohensis                                                                                 |
|  | |
|  | \| \| Dictyoglomus \| \| \| \| \| \| Thermoanaerobacterales Unnamed clade I (incl. Fervidicola) \| \| \| \| |
|  | |
|  | Dictyoglomus                                                                                                |
|  | |
|  | Thermoanaerobacterales Unnamed clade I (incl. Fervidicola)                                                  |
|  | |

|  | Dictyoglomus                                               |
|  |                                                            |
|  | Thermoanaerobacterales Unnamed clade I (incl. Fervidicola) |
|  |                                                            |

|  | Thermanaeromonas toyohensis                                                                                 |
|  | |
|  | \| \| Dictyoglomus \| \| \| \| \| \| Thermoanaerobacterales Unnamed clade I (incl. Fervidicola) \| \| \| \| |
|  | |
|  | Dictyoglomus                                                                                                |
|  | |
|  | Thermoanaerobacterales Unnamed clade I (incl. Fervidicola)                                                  |
|  | |

|  | Dictyoglomus                                               |
|  |                                                            |
|  | Thermoanaerobacterales Unnamed clade I (incl. Fervidicola) |
|  |                                                            |

|  | Thermanaeromonas toyohensis                                                                                 |
|  | |
|  | \| \| Dictyoglomus \| \| \| \| \| \| Thermoanaerobacterales Unnamed clade I (incl. Fervidicola) \| \| \| \| |
|  | |
|  | Dictyoglomus                                                                                                |
|  | |
|  | Thermoanaerobacterales Unnamed clade I (incl. Fervidicola)                                                  |
|  | |

|  | Dictyoglomus                                               |
|  |                                                            |
|  | Thermoanaerobacterales Unnamed clade I (incl. Fervidicola) |
|  |                                                            |

|  | Gelria glutamica                                                                            |
|  |                                                                                             |
|  | \| \| Clostridiales Family XVIII Incertae Sedis \| \| \| \| \| \| Sulfobacillus \| \| \| \| |
|  |                                                                                             |
|  | Clostridiales Family XVIII Incertae Sedis                                                   |
|  |                                                                                             |
|  | Sulfobacillus                                                                               |
|  |                                                                                             |

|  | Clostridiales Family XVIII Incertae Sedis |
|  |                                           |
|  | Sulfobacillus                             |
|  |                                           |

|  | Clostridia s.s. (incl. Thermolithobacter, Negativicutes & Thermoanaerobacterales Unnamed clade III) |
|  | |
|  | Bacilli (incl. Erysipelotrichia & Mollicutes)                                                       |
|  | |

|  | Gelria glutamica                                                                            |
|  |                                                                                             |
|  | \| \| Clostridiales Family XVIII Incertae Sedis \| \| \| \| \| \| Sulfobacillus \| \| \| \| |
|  |                                                                                             |
|  | Clostridiales Family XVIII Incertae Sedis                                                   |
|  |                                                                                             |
|  | Sulfobacillus                                                                               |
|  |                                                                                             |

|  | Clostridiales Family XVIII Incertae Sedis |
|  |                                           |
|  | Sulfobacillus                             |
|  |                                           |

|  | Clostridia s.s. (incl. Thermolithobacter, Negativicutes & Thermoanaerobacterales Unnamed clade III) |
|  | |
|  | Bacilli (incl. Erysipelotrichia & Mollicutes)                                                       |
|  | |

|  | Gelria glutamica                                                                            |
|  |                                                                                             |
|  | \| \| Clostridiales Family XVIII Incertae Sedis \| \| \| \| \| \| Sulfobacillus \| \| \| \| |
|  |                                                                                             |
|  | Clostridiales Family XVIII Incertae Sedis                                                   |
|  |                                                                                             |
|  | Sulfobacillus                                                                               |
|  |                                                                                             |

|  | Clostridiales Family XVIII Incertae Sedis |
|  |                                           |
|  | Sulfobacillus                             |
|  |                                           |

|  | Clostridia s.s. (incl. Thermolithobacter, Negativicutes & Thermoanaerobacterales Unnamed clade III) |
|  | |
|  | Bacilli (incl. Erysipelotrichia & Mollicutes)                                                       |
|  | |

|  | Gelria glutamica                                                                            |
|  |                                                                                             |
|  | \| \| Clostridiales Family XVIII Incertae Sedis \| \| \| \| \| \| Sulfobacillus \| \| \| \| |
|  |                                                                                             |
|  | Clostridiales Family XVIII Incertae Sedis                                                   |
|  |                                                                                             |
|  | Sulfobacillus                                                                               |
|  |                                                                                             |

|  | Clostridiales Family XVIII Incertae Sedis |
|  |                                           |
|  | Sulfobacillus                             |
|  |                                           |

|  | Clostridia s.s. (incl. Thermolithobacter, Negativicutes & Thermoanaerobacterales Unnamed clade III) |
|  | |
|  | Bacilli (incl. Erysipelotrichia & Mollicutes)                                                       |
|  | |

|  | Thermanaeromonas toyohensis                                                                                 |
|  | |
|  | \| \| Dictyoglomus \| \| \| \| \| \| Thermoanaerobacterales Unnamed clade I (incl. Fervidicola) \| \| \| \| |
|  | |
|  | Dictyoglomus                                                                                                |
|  | |
|  | Thermoanaerobacterales Unnamed clade I (incl. Fervidicola)                                                  |
|  | |

|  | Dictyoglomus                                               |
|  |                                                            |
|  | Thermoanaerobacterales Unnamed clade I (incl. Fervidicola) |
|  |                                                            |

|  | Thermanaeromonas toyohensis                                                                                 |
|  | |
|  | \| \| Dictyoglomus \| \| \| \| \| \| Thermoanaerobacterales Unnamed clade I (incl. Fervidicola) \| \| \| \| |
|  | |
|  | Dictyoglomus                                                                                                |
|  | |
|  | Thermoanaerobacterales Unnamed clade I (incl. Fervidicola)                                                  |
|  | |

|  | Dictyoglomus                                               |
|  |                                                            |
|  | Thermoanaerobacterales Unnamed clade I (incl. Fervidicola) |
|  |                                                            |

|  | Thermanaeromonas toyohensis                                                                                 |
|  | |
|  | \| \| Dictyoglomus \| \| \| \| \| \| Thermoanaerobacterales Unnamed clade I (incl. Fervidicola) \| \| \| \| |
|  | |
|  | Dictyoglomus                                                                                                |
|  | |
|  | Thermoanaerobacterales Unnamed clade I (incl. Fervidicola)                                                  |
|  | |

|  | Dictyoglomus                                               |
|  |                                                            |
|  | Thermoanaerobacterales Unnamed clade I (incl. Fervidicola) |
|  |                                                            |

|  | Thermanaeromonas toyohensis                                                                                 |
|  | |
|  | \| \| Dictyoglomus \| \| \| \| \| \| Thermoanaerobacterales Unnamed clade I (incl. Fervidicola) \| \| \| \| |
|  | |
|  | Dictyoglomus                                                                                                |
|  | |
|  | Thermoanaerobacterales Unnamed clade I (incl. Fervidicola)                                                  |
|  | |

|  | Dictyoglomus                                               |
|  |                                                            |
|  | Thermoanaerobacterales Unnamed clade I (incl. Fervidicola) |
|  |                                                            |

|  | Gelria glutamica                                                                            |
|  |                                                                                             |
|  | \| \| Clostridiales Family XVIII Incertae Sedis \| \| \| \| \| \| Sulfobacillus \| \| \| \| |
|  |                                                                                             |
|  | Clostridiales Family XVIII Incertae Sedis                                                   |
|  |                                                                                             |
|  | Sulfobacillus                                                                               |
|  |                                                                                             |

|  | Clostridiales Family XVIII Incertae Sedis |
|  |                                           |
|  | Sulfobacillus                             |
|  |                                           |

|  | Clostridia s.s. (incl. Thermolithobacter, Negativicutes & Thermoanaerobacterales Unnamed clade III) |
|  | |
|  | Bacilli (incl. Erysipelotrichia & Mollicutes)                                                       |
|  | |

|  | Gelria glutamica                                                                            |
|  |                                                                                             |
|  | \| \| Clostridiales Family XVIII Incertae Sedis \| \| \| \| \| \| Sulfobacillus \| \| \| \| |
|  |                                                                                             |
|  | Clostridiales Family XVIII Incertae Sedis                                                   |
|  |                                                                                             |
|  | Sulfobacillus                                                                               |
|  |                                                                                             |

|  | Clostridiales Family XVIII Incertae Sedis |
|  |                                           |
|  | Sulfobacillus                             |
|  |                                           |

|  | Clostridia s.s. (incl. Thermolithobacter, Negativicutes & Thermoanaerobacterales Unnamed clade III) |
|  | |
|  | Bacilli (incl. Erysipelotrichia & Mollicutes)                                                       |
|  | |

|  | Gelria glutamica                                                                            |
|  |                                                                                             |
|  | \| \| Clostridiales Family XVIII Incertae Sedis \| \| \| \| \| \| Sulfobacillus \| \| \| \| |
|  |                                                                                             |
|  | Clostridiales Family XVIII Incertae Sedis                                                   |
|  |                                                                                             |
|  | Sulfobacillus                                                                               |
|  |                                                                                             |

|  | Clostridiales Family XVIII Incertae Sedis |
|  |                                           |
|  | Sulfobacillus                             |
|  |                                           |

|  | Clostridia s.s. (incl. Thermolithobacter, Negativicutes & Thermoanaerobacterales Unnamed clade III) |
|  | |
|  | Bacilli (incl. Erysipelotrichia & Mollicutes)                                                       |
|  | |

|  | Gelria glutamica                                                                            |
|  |                                                                                             |
|  | \| \| Clostridiales Family XVIII Incertae Sedis \| \| \| \| \| \| Sulfobacillus \| \| \| \| |
|  |                                                                                             |
|  | Clostridiales Family XVIII Incertae Sedis                                                   |
|  |                                                                                             |
|  | Sulfobacillus                                                                               |
|  |                                                                                             |

|  | Clostridiales Family XVIII Incertae Sedis |
|  |                                           |
|  | Sulfobacillus                             |
|  |                                           |

|  | Clostridia s.s. (incl. Thermolithobacter, Negativicutes & Thermoanaerobacterales Unnamed clade III) |
|  | |
|  | Bacilli (incl. Erysipelotrichia & Mollicutes)                                                       |
|  | |

|  | Thermanaeromonas toyohensis                                                                                 |
|  | |
|  | \| \| Dictyoglomus \| \| \| \| \| \| Thermoanaerobacterales Unnamed clade I (incl. Fervidicola) \| \| \| \| |
|  | |
|  | Dictyoglomus                                                                                                |
|  | |
|  | Thermoanaerobacterales Unnamed clade I (incl. Fervidicola)                                                  |
|  | |

|  | Dictyoglomus                                               |
|  |                                                            |
|  | Thermoanaerobacterales Unnamed clade I (incl. Fervidicola) |
|  |                                                            |

|  | Thermanaeromonas toyohensis                                                                                 |
|  | |
|  | \| \| Dictyoglomus \| \| \| \| \| \| Thermoanaerobacterales Unnamed clade I (incl. Fervidicola) \| \| \| \| |
|  | |
|  | Dictyoglomus                                                                                                |
|  | |
|  | Thermoanaerobacterales Unnamed clade I (incl. Fervidicola)                                                  |
|  | |

|  | Dictyoglomus                                               |
|  |                                                            |
|  | Thermoanaerobacterales Unnamed clade I (incl. Fervidicola) |
|  |                                                            |

|  | Thermanaeromonas toyohensis                                                                                 |
|  | |
|  | \| \| Dictyoglomus \| \| \| \| \| \| Thermoanaerobacterales Unnamed clade I (incl. Fervidicola) \| \| \| \| |
|  | |
|  | Dictyoglomus                                                                                                |
|  | |
|  | Thermoanaerobacterales Unnamed clade I (incl. Fervidicola)                                                  |
|  | |

|  | Dictyoglomus                                               |
|  |                                                            |
|  | Thermoanaerobacterales Unnamed clade I (incl. Fervidicola) |
|  |                                                            |

|  | Thermanaeromonas toyohensis                                                                                 |
|  | |
|  | \| \| Dictyoglomus \| \| \| \| \| \| Thermoanaerobacterales Unnamed clade I (incl. Fervidicola) \| \| \| \| |
|  | |
|  | Dictyoglomus                                                                                                |
|  | |
|  | Thermoanaerobacterales Unnamed clade I (incl. Fervidicola)                                                  |
|  | |

|  | Dictyoglomus                                               |
|  |                                                            |
|  | Thermoanaerobacterales Unnamed clade I (incl. Fervidicola) |
|  |                                                            |

|  | Gelria glutamica                                                                            |
|  |                                                                                             |
|  | \| \| Clostridiales Family XVIII Incertae Sedis \| \| \| \| \| \| Sulfobacillus \| \| \| \| |
|  |                                                                                             |
|  | Clostridiales Family XVIII Incertae Sedis                                                   |
|  |                                                                                             |
|  | Sulfobacillus                                                                               |
|  |                                                                                             |

|  | Clostridiales Family XVIII Incertae Sedis |
|  |                                           |
|  | Sulfobacillus                             |
|  |                                           |

|  | Clostridia s.s. (incl. Thermolithobacter, Negativicutes & Thermoanaerobacterales Unnamed clade III) |
|  | |
|  | Bacilli (incl. Erysipelotrichia & Mollicutes)                                                       |
|  | |

|  | Gelria glutamica                                                                            |
|  |                                                                                             |
|  | \| \| Clostridiales Family XVIII Incertae Sedis \| \| \| \| \| \| Sulfobacillus \| \| \| \| |
|  |                                                                                             |
|  | Clostridiales Family XVIII Incertae Sedis                                                   |
|  |                                                                                             |
|  | Sulfobacillus                                                                               |
|  |                                                                                             |

|  | Clostridiales Family XVIII Incertae Sedis |
|  |                                           |
|  | Sulfobacillus                             |
|  |                                           |

|  | Clostridia s.s. (incl. Thermolithobacter, Negativicutes & Thermoanaerobacterales Unnamed clade III) |
|  | |
|  | Bacilli (incl. Erysipelotrichia & Mollicutes)                                                       |
|  | |

|  | Gelria glutamica                                                                            |
|  |                                                                                             |
|  | \| \| Clostridiales Family XVIII Incertae Sedis \| \| \| \| \| \| Sulfobacillus \| \| \| \| |
|  |                                                                                             |
|  | Clostridiales Family XVIII Incertae Sedis                                                   |
|  |                                                                                             |
|  | Sulfobacillus                                                                               |
|  |                                                                                             |

|  | Clostridiales Family XVIII Incertae Sedis |
|  |                                           |
|  | Sulfobacillus                             |
|  |                                           |

|  | Clostridia s.s. (incl. Thermolithobacter, Negativicutes & Thermoanaerobacterales Unnamed clade III) |
|  | |
|  | Bacilli (incl. Erysipelotrichia & Mollicutes)                                                       |
|  | |

|  | Gelria glutamica                                                                            |
|  |                                                                                             |
|  | \| \| Clostridiales Family XVIII Incertae Sedis \| \| \| \| \| \| Sulfobacillus \| \| \| \| |
|  |                                                                                             |
|  | Clostridiales Family XVIII Incertae Sedis                                                   |
|  |                                                                                             |
|  | Sulfobacillus                                                                               |
|  |                                                                                             |

|  | Clostridiales Family XVIII Incertae Sedis |
|  |                                           |
|  | Sulfobacillus                             |
|  |                                           |

|  | Clostridia s.s. (incl. Thermolithobacter, Negativicutes & Thermoanaerobacterales Unnamed clade III) |
|  | |
|  | Bacilli (incl. Erysipelotrichia & Mollicutes)                                                       |
|  | |

|  | Thermanaeromonas toyohensis                                                                                 |
|  | |
|  | \| \| Dictyoglomus \| \| \| \| \| \| Thermoanaerobacterales Unnamed clade I (incl. Fervidicola) \| \| \| \| |
|  | |
|  | Dictyoglomus                                                                                                |
|  | |
|  | Thermoanaerobacterales Unnamed clade I (incl. Fervidicola)                                                  |
|  | |

|  | Dictyoglomus                                               |
|  |                                                            |
|  | Thermoanaerobacterales Unnamed clade I (incl. Fervidicola) |
|  |                                                            |

|  | Thermanaeromonas toyohensis                                                                                 |
|  | |
|  | \| \| Dictyoglomus \| \| \| \| \| \| Thermoanaerobacterales Unnamed clade I (incl. Fervidicola) \| \| \| \| |
|  | |
|  | Dictyoglomus                                                                                                |
|  | |
|  | Thermoanaerobacterales Unnamed clade I (incl. Fervidicola)                                                  |
|  | |

|  | Dictyoglomus                                               |
|  |                                                            |
|  | Thermoanaerobacterales Unnamed clade I (incl. Fervidicola) |
|  |                                                            |

|  | Thermanaeromonas toyohensis                                                                                 |
|  | |
|  | \| \| Dictyoglomus \| \| \| \| \| \| Thermoanaerobacterales Unnamed clade I (incl. Fervidicola) \| \| \| \| |
|  | |
|  | Dictyoglomus                                                                                                |
|  | |
|  | Thermoanaerobacterales Unnamed clade I (incl. Fervidicola)                                                  |
|  | |

|  | Dictyoglomus                                               |
|  |                                                            |
|  | Thermoanaerobacterales Unnamed clade I (incl. Fervidicola) |
|  |                                                            |

|  | Thermanaeromonas toyohensis                                                                                 |
|  | |
|  | \| \| Dictyoglomus \| \| \| \| \| \| Thermoanaerobacterales Unnamed clade I (incl. Fervidicola) \| \| \| \| |
|  | |
|  | Dictyoglomus                                                                                                |
|  | |
|  | Thermoanaerobacterales Unnamed clade I (incl. Fervidicola)                                                  |
|  | |

|  | Dictyoglomus                                               |
|  |                                                            |
|  | Thermoanaerobacterales Unnamed clade I (incl. Fervidicola) |
|  |                                                            |

|  | Gelria glutamica                                                                            |
|  |                                                                                             |
|  | \| \| Clostridiales Family XVIII Incertae Sedis \| \| \| \| \| \| Sulfobacillus \| \| \| \| |
|  |                                                                                             |
|  | Clostridiales Family XVIII Incertae Sedis                                                   |
|  |                                                                                             |
|  | Sulfobacillus                                                                               |
|  |                                                                                             |

|  | Clostridiales Family XVIII Incertae Sedis |
|  |                                           |
|  | Sulfobacillus                             |
|  |                                           |

|  | Clostridia s.s. (incl. Thermolithobacter, Negativicutes & Thermoanaerobacterales Unnamed clade III) |
|  | |
|  | Bacilli (incl. Erysipelotrichia & Mollicutes)                                                       |
|  | |

|  | Gelria glutamica                                                                            |
|  |                                                                                             |
|  | \| \| Clostridiales Family XVIII Incertae Sedis \| \| \| \| \| \| Sulfobacillus \| \| \| \| |
|  |                                                                                             |
|  | Clostridiales Family XVIII Incertae Sedis                                                   |
|  |                                                                                             |
|  | Sulfobacillus                                                                               |
|  |                                                                                             |

|  | Clostridiales Family XVIII Incertae Sedis |
|  |                                           |
|  | Sulfobacillus                             |
|  |                                           |

|  | Clostridia s.s. (incl. Thermolithobacter, Negativicutes & Thermoanaerobacterales Unnamed clade III) |
|  | |
|  | Bacilli (incl. Erysipelotrichia & Mollicutes)                                                       |
|  | |

|  | Gelria glutamica                                                                            |
|  |                                                                                             |
|  | \| \| Clostridiales Family XVIII Incertae Sedis \| \| \| \| \| \| Sulfobacillus \| \| \| \| |
|  |                                                                                             |
|  | Clostridiales Family XVIII Incertae Sedis                                                   |
|  |                                                                                             |
|  | Sulfobacillus                                                                               |
|  |                                                                                             |

|  | Clostridiales Family XVIII Incertae Sedis |
|  |                                           |
|  | Sulfobacillus                             |
|  |                                           |

|  | Clostridia s.s. (incl. Thermolithobacter, Negativicutes & Thermoanaerobacterales Unnamed clade III) |
|  | |
|  | Bacilli (incl. Erysipelotrichia & Mollicutes)                                                       |
|  | |

|  | Gelria glutamica                                                                            |
|  |                                                                                             |
|  | \| \| Clostridiales Family XVIII Incertae Sedis \| \| \| \| \| \| Sulfobacillus \| \| \| \| |
|  |                                                                                             |
|  | Clostridiales Family XVIII Incertae Sedis                                                   |
|  |                                                                                             |
|  | Sulfobacillus                                                                               |
|  |                                                                                             |

|  | Clostridiales Family XVIII Incertae Sedis |
|  |                                           |
|  | Sulfobacillus                             |
|  |                                           |

|  | Clostridia s.s. (incl. Thermolithobacter, Negativicutes & Thermoanaerobacterales Unnamed clade III) |
|  | |
|  | Bacilli (incl. Erysipelotrichia & Mollicutes)                                                       |
|  | |

|  | Thermanaeromonas toyohensis                                                                                 |
|  | |
|  | \| \| Dictyoglomus \| \| \| \| \| \| Thermoanaerobacterales Unnamed clade I (incl. Fervidicola) \| \| \| \| |
|  | |
|  | Dictyoglomus                                                                                                |
|  | |
|  | Thermoanaerobacterales Unnamed clade I (incl. Fervidicola)                                                  |
|  | |

|  | Dictyoglomus                                               |
|  |                                                            |
|  | Thermoanaerobacterales Unnamed clade I (incl. Fervidicola) |
|  |                                                            |

|  | Thermanaeromonas toyohensis                                                                                 |
|  | |
|  | \| \| Dictyoglomus \| \| \| \| \| \| Thermoanaerobacterales Unnamed clade I (incl. Fervidicola) \| \| \| \| |
|  | |
|  | Dictyoglomus                                                                                                |
|  | |
|  | Thermoanaerobacterales Unnamed clade I (incl. Fervidicola)                                                  |
|  | |

|  | Dictyoglomus                                               |
|  |                                                            |
|  | Thermoanaerobacterales Unnamed clade I (incl. Fervidicola) |
|  |                                                            |

|  | Thermanaeromonas toyohensis                                                                                 |
|  | |
|  | \| \| Dictyoglomus \| \| \| \| \| \| Thermoanaerobacterales Unnamed clade I (incl. Fervidicola) \| \| \| \| |
|  | |
|  | Dictyoglomus                                                                                                |
|  | |
|  | Thermoanaerobacterales Unnamed clade I (incl. Fervidicola)                                                  |
|  | |

|  | Dictyoglomus                                               |
|  |                                                            |
|  | Thermoanaerobacterales Unnamed clade I (incl. Fervidicola) |
|  |                                                            |

|  | Thermanaeromonas toyohensis                                                                                 |
|  | |
|  | \| \| Dictyoglomus \| \| \| \| \| \| Thermoanaerobacterales Unnamed clade I (incl. Fervidicola) \| \| \| \| |
|  | |
|  | Dictyoglomus                                                                                                |
|  | |
|  | Thermoanaerobacterales Unnamed clade I (incl. Fervidicola)                                                  |
|  | |

|  | Dictyoglomus                                               |
|  |                                                            |
|  | Thermoanaerobacterales Unnamed clade I (incl. Fervidicola) |
|  |                                                            |

|  | Gelria glutamica                                                                            |
|  |                                                                                             |
|  | \| \| Clostridiales Family XVIII Incertae Sedis \| \| \| \| \| \| Sulfobacillus \| \| \| \| |
|  |                                                                                             |
|  | Clostridiales Family XVIII Incertae Sedis                                                   |
|  |                                                                                             |
|  | Sulfobacillus                                                                               |
|  |                                                                                             |

|  | Clostridiales Family XVIII Incertae Sedis |
|  |                                           |
|  | Sulfobacillus                             |
|  |                                           |

|  | Clostridia s.s. (incl. Thermolithobacter, Negativicutes & Thermoanaerobacterales Unnamed clade III) |
|  | |
|  | Bacilli (incl. Erysipelotrichia & Mollicutes)                                                       |
|  | |

|  | Gelria glutamica                                                                            |
|  |                                                                                             |
|  | \| \| Clostridiales Family XVIII Incertae Sedis \| \| \| \| \| \| Sulfobacillus \| \| \| \| |
|  |                                                                                             |
|  | Clostridiales Family XVIII Incertae Sedis                                                   |
|  |                                                                                             |
|  | Sulfobacillus                                                                               |
|  |                                                                                             |

|  | Clostridiales Family XVIII Incertae Sedis |
|  |                                           |
|  | Sulfobacillus                             |
|  |                                           |

|  | Clostridia s.s. (incl. Thermolithobacter, Negativicutes & Thermoanaerobacterales Unnamed clade III) |
|  | |
|  | Bacilli (incl. Erysipelotrichia & Mollicutes)                                                       |
|  | |

|  | Gelria glutamica                                                                            |
|  |                                                                                             |
|  | \| \| Clostridiales Family XVIII Incertae Sedis \| \| \| \| \| \| Sulfobacillus \| \| \| \| |
|  |                                                                                             |
|  | Clostridiales Family XVIII Incertae Sedis                                                   |
|  |                                                                                             |
|  | Sulfobacillus                                                                               |
|  |                                                                                             |

|  | Clostridiales Family XVIII Incertae Sedis |
|  |                                           |
|  | Sulfobacillus                             |
|  |                                           |

|  | Clostridia s.s. (incl. Thermolithobacter, Negativicutes & Thermoanaerobacterales Unnamed clade III) |
|  | |
|  | Bacilli (incl. Erysipelotrichia & Mollicutes)                                                       |
|  | |

|  | Gelria glutamica                                                                            |
|  |                                                                                             |
|  | \| \| Clostridiales Family XVIII Incertae Sedis \| \| \| \| \| \| Sulfobacillus \| \| \| \| |
|  |                                                                                             |
|  | Clostridiales Family XVIII Incertae Sedis                                                   |
|  |                                                                                             |
|  | Sulfobacillus                                                                               |
|  |                                                                                             |

|  | Clostridiales Family XVIII Incertae Sedis |
|  |                                           |
|  | Sulfobacillus                             |
|  |                                           |

|  | Clostridia s.s. (incl. Thermolithobacter, Negativicutes & Thermoanaerobacterales Unnamed clade III) |
|  | |
|  | Bacilli (incl. Erysipelotrichia & Mollicutes)                                                       |
|  | |